# Retssikkerhed
Retssikkerhed er et princip som indebærer at samfundsforholdenes regulering sker ved retsregler, som er klare og gennemskuelige. Begrebet er imidlertid ikke absolut, ligesom en udtømmende beskrivelse vanskeligt lader sig gøre.
Retssikkerheden betyder, at borgerne kan forvente at en række hensyn og garantier opfyldes i deres møde med myndighederne – først og fremmest at der er lighed for loven. Det vil altså sige at der ikke er vilkårlighed i retshåndhævelsen, men at de samme forbrydelser også straffes ens. Som borger kan man forvente en vis service fra det offentliges side, mens man omvendt ikke kan pålægges flere pligter end de, der er lovhjemmel til.
Retssikkerhedsbegrebet kan opdeles i to underbegreber:
- Materiel retssikkerhed: Indholdet af retsreglerne skal være klare, og det skal være muligt for den enkelte borger at kende sine rettigheder og pligter ved at læse den relevante lov. Når forvaltningen træffer afgørelser skal de have baggrund i loven, ligesom de skal være i overensstemmelse med grundlæggende retsprincipper. De skal være truffet på et grundlag, som hviler på lighed for loven.
- Processuel retssikkerhed: Handler om sagsbehandlingen, og sikres bl.a. ved regler om partshøring, aktindsigt og begrundelsespligt fra forvaltningsloven, ligesom borgeren ifølge den processuelle retssikkerhed skal sikres adgang til at klage over det offentliges afgørelser. Hvis ikke man kan klage, taler man om en svækket processuel retssikkerhed, ligesom graden er retssikkerhed er begrænset, hvis klageinstansen kun kan ændre dele af afgørelsen.